# Liste der Baudenkmäler in Monheim am Rhein
Die Liste der Baudenkmäler in Monheim am Rhein enthält die denkmalgeschützten Bauwerke auf dem Gebiet der Stadt Monheim am Rhein im Kreis Mettmann in Nordrhein-Westfalen (Stand: September 2020). Diese Baudenkmäler sind in der Denkmalliste der Stadt Monheim am Rhein eingetragen; Grundlage für die Aufnahme ist das Denkmalschutzgesetz Nordrhein-Westfalen (DSchG NRW).

## Baudenkmäler
| Bild                                    | Bezeichnung                                                                     | Lage                                           | Beschreibung | Bauzeit       | Eingetragen seit | Denkmal- nummer |
| --------------------------------------- | ------------------------------------------------------------------------------- | ---------------------------------------------- | --- | ------------- | ---------------- | --------------- |
| weitere Bilder                          | Mack-Pyramide, ehem. Firmensitz Scarabäus                                       | Monheim Am Kieswerk 4 Karte                    | Der Künstler Heinz Mack hat das Gebäude in den Jahren 1987 bis 1990 gemeinsam mit dem Architekten Horst Schmitges entworfen. Im Inneren der Pyramide hängt ein Prisma aus Glas, in dessen bedampften Scheiben sich das Sonnenlicht bricht und die Spektralfarben spektakulär in die benachbarten Räume werfen. Den so genannten Mack-Raum hat der Künstler mit verschiedenen Materialien und Einzelkunstwerken ausgestattet. | 1987–90       |                  | 46              |
| weitere Bilder                          | Kapelle „Maria am Banndeich“                                                    | Monheim An d’r Kapell Karte                    | [ 2 ] | 1514          |                  | 6               |
| weitere Bilder                          | Deusser-Haus                                                                    | Monheim An d’r Kapell 2 Karte                  | | um 1848       |                  | 3               |
| Wegekreuz, sogenanntes „Kolblechkreuz“  | Wegekreuz, sogenanntes „Kolblechkreuz“                                          | Monheim Bleer Straße                           | |               |                  | 7               |
| weitere Bilder                          | Josefs-Kapelle                                                                  | Monheim Bleer Straße Karte                     | | 1707          |                  | 9               |
|                                         |                                                                                 |                                                | |               |                  |                 |
| weitere Bilder                          | Voigtshof                                                                       | Monheim Bleer Straße 43 Karte                  | |               |                  | 8               |
| weitere Bilder                          | Katholische Kirche St. Gereon und Pfarrhaus                                     | Monheim Franz-Böhm-Straße 4, 6 Karte           | die 3-schiffige Pfeilerbasilika aus dem 11. J. wurde am 22.02.1945 im Krieg zerstört und im neoromanischen Stil 1953 wieder aufgebaut. Der Glockenturm war ehemals Festungsturm der Freiheit Monheim am Rhein und wurde nach den Kriegszerstörungen restauriert und mit dem Kirchenschiff verbunden. | 1951–53       |                  | 10              |
| weitere Bilder                          | ehemaliges Rathaus                                                              | Monheim Freiheit 2 Karte                       | zunächst als Gasthaus errichtet, war es von 1867 bis 1938 das erste Rathaus der Stadt Monheim | 1787          |                  | 29              |
| weitere Bilder                          | Wohnhaus                                                                        | Monheim Freiheit 10 Karte                      | zweigeschossiges Wohnhaus mit eingeschossigem Anbau |               |                  | 12              |
| weitere Bilder                          | Gaststätte „Zum Drü’e“                                                          | Monheim Freiheit 12 Karte                      | [ 3 ] |               |                  | 36              |
| weitere Bilder                          | Evangelische Kirche                                                             | Monheim Grabenstraße Kirchstraße Karte         | |               |                  | 15              |
| weitere Bilder                          | Wegekreuz                                                                       | Monheim Grabenstraße Poetengasse Karte         | |               |                  | 14              |
| Wohn- und Geschäftshaus                 | Wohn- und Geschäftshaus                                                         | Monheim Grabenstraße 18 Karte                  | |               |                  | 37              |
| weitere Bilder                          | Schelmenturm                                                                    | Monheim Grabenstraße 30 Karte                  | 26 Meter hohes, östliches Stadttor der ehemaligen Befestigungsanlage der Freiheit Monheim, im 16. und 17. Jahrhundert als Stadtgefängnis genutzt und 1971–72 zu einer kulturelleren Begegnungsstätte ausgebaut | um 1425       |                  | 13              |
| ehemalige Alte evangelische Schule      | ehemalige Alte evangelische Schule                                              | Monheim Grabenstraße 56 Karte                  | |               |                  | 16              |
| weitere Bilder                          | Jüdischer Friedhof                                                              | Monheim Hasenstraße/Fasanenstraße Karte        | |               |                  | 44              |
| weitere Bilder                          | Katholische Kirche St. Dionysius                                                | Baumberg Hauptstraße Von-Ketteler-Straße Karte | |               |                  | 28              |
| weitere Bilder                          | Marienburgpark                                                                  | Monheim Hofstraße Karte                        | vermutlich vor 1880 angelegter Schlosspark der Marienburg | um 1880       |                  | 4a              |
| weitere Bilder                          | Großer Hof                                                                      | Monheim Hofstraße 12 Karte                     | [ 8 ] |               |                  | 17              |
| weitere Bilder                          | Marienburg                                                                      | Monheim Hofstraße 16 Karte                     | | 1879–1880     |                  | 4               |
| Kriegerehrenmal                         | Kriegerehrenmal                                                                 | Monheim Kapellenstraße                         | |               |                  | 18              |
| weitere Bilder                          | Flusskilometerstein                                                             | Monheim Kapellenstraße Karte                   | [ 9 ] |               |                  | 19              |
| Wegekreuz                               | Wegekreuz                                                                       | Monheim Kirchstraße Lottenstraße Karte         | |               |                  | 20              |
| weitere Bilder                          | Verwaltungsgebäude der Shell AG                                                 | Monheim Krischerstraße 100 Karte               | |               |                  | 38              |
| weitere Bilder                          | Abfüllhalle der Shell AG                                                        | Monheim Krischerstraße 100 Karte               | |               |                  | 39              |
| weitere Bilder                          | Wohn- und Wirtschaftsgebäude                                                    | Monheim Krummstraße 4 Karte                    | |               |                  | 41              |
| weitere Bilder                          | Wohn- und Wirtschaftsgebäude                                                    | Monheim Krummstraße 6 Karte                    | |               |                  | 42              |
| weitere Bilder                          | Jugendstilvilla                                                                 | Monheim Krummstraße 8                          | |               |                  | 43              |
| weitere Bilder                          | Wegekreuz „Hagelkreuz“                                                          | Baumberg Monheimer Straße Karte                | | 1782          |                  | 35              |
| Wegekreuz auf dem katholischen Friedhof | Wegekreuz auf dem katholischen Friedhof                                         | Monheim Opladener Straße                       | |               |                  | 30              |
| Fachwerkhaus                            | Fachwerkhaus                                                                    | Monheim Poetengasse 24 Karte                   | zweigeschossiges Wohnhaus |               |                  | 21              |
| weitere Bilder                          | „Mäuseturm“, Turm mit Wappenstein                                               | Monheim–Blee Rheinuferstraße 19 Karte          | vom Architekten Ferdinand Crone entworfener, im Volksmund genannter „Mäuseturm“ im Ortsteil Blee |               |                  | 40              |
| weitere Bilder                          | Evangelisches Gemeindezentrum „Friedenskirche“, Personalhäuser und Kindergarten | Baumberg Schellingstraße 36                    | |               |                  | 45              |
| Fachwerkhaus                            | Fachwerkhaus                                                                    | Monheim Schildgesgasse 13 Karte                | |               |                  | 22              |
| Fachwerkhaus                            | Fachwerkhaus                                                                    | Monheim Schildgesgasse 15 Karte                | |               |                  | 23              |
| weitere Bilder                          | Laacher Hof                                                                     | Monheim Schleiderweg 52 Karte                  | |               |                  | 31              |
| weitere Bilder                          | Schloss Laach                                                                   | Monheim Schleiderweg 60 Karte                  | | 1911–1912     |                  | 2               |
| weitere Bilder                          | Wegekreuz, sogenanntes „Sandbergkreuz“                                          | Monheim Schwalbenstraße Gartzenweg Karte       | |               |                  | 27              |
| Wegekreuz, sogenanntes „Passionskreuz“  | Wegekreuz, sogenanntes „Passionskreuz“                                          | Baumberg Schwanenstraße Hauptstraße Karte      | |               |                  | 34              |
| weitere Bilder                          | Wegekreuz, sogenanntes „Marktkreuz“                                             | Monheim Turmstraße (Alter Markt) Karte         | |               |                  | 25              |
| Wohnhaus                                | Wohnhaus                                                                        | Monheim Turmstraße 21 Karte                    | |               |                  | 24              |
| weitere Bilder                          | Wohn- und Geschäftshaus                                                         | Monheim Turmstraße 28 Karte                    | zweigeschossiges Gebäude |               |                  | 1               |
| weitere Bilder                          | Haus Bürgel                                                                     | Baumberg Urdenbacher Weg Karte                 | |               |                  | 5               |
| weitere Bilder                          | Kirberger Hof                                                                   | Baumberg Von-Ketteler-Straße 13, 15 Karte      | |               |                  | 33              |
| weitere Bilder                          | Bücherei und Wohngebäude                                                        | Monheim Zollstraße 1, 3 Karte                  | | vmtl. um 1760 |                  | 11              |
| weitere Bilder                          | Altes Zollhaus                                                                  | Monheim Zollstraße 2 Karte                     | | vmtl. um 1760 |                  | 26              |

## Bewegliche Denkmäler
- Opladener Straße („Monbagsee“, Lage), DEMAG-Bagger